# Royal Aircraft Factory F.E.1
El Royal Aircraft Factory F.E.1 fue diseñado y construido en 1910 por el pionero diseñador Geoffrey de Havilland. Lo usó para aprender de forma autodidacta a volar a finales de 1910. Después de que De Havilland fuera nombrado diseñador asistente y piloto de pruebas en la Army Balloon Factory (más tarde la Royal Aircraft Factory) en Farnborough en diciembre del mismo año, la Oficina de Guerra compró el avión por 400 libras. Al avión se le dio la designación F.E.1 (Farman Experimental).

## Diseño y desarrollo
Tras el fracaso de su primer diseño aeronáutico, Geoffrey de Havilland comenzó la construcción de su segundo avión, reutilizando el motor que había diseñado para su anterior máquina. Como el Boxkite y otros diseños británicos contemporáneos, seguía de cerca las líneas generales del Farman III, siendo un biplano propulsor de dos vanos con un elevador llevado en botalones por delante del ala, con el piloto sentado en el ala inferior, directamente delante del motor, y un segundo elevador y un timón por detrás de las alas. El control lateral se efectuaba mediante un par de alerones montados en el ala superior. De Havilland y otros pilotos lo volaron en Farnborough hasta que se estrelló en el verano de 1911, mientras era pilotado por el Teniente Theodore J. Ridge, que murió más tarde volando el S.E.1.

### "Reconstruido" como F.E.2
El accidentado F.E.1 fue "reconstruido" en agosto de 1911 como F.E.2. De hecho, era una "reconstrucción" solo de nombre, ya que era un diseño completamente nuevo, incorporando pocos o ningún componentes reales del original (en esa época, Farnborough todavía no estaba autorizada para construir aviones desde cero). El motor Iris, seriamente dañado en el accidente del F.E.1, fue reemplazado por un motor rotativo Gnome de 50 hp, se instaló una góndola biplaza, y el elevador proel fue reemplazado por uno incorporado en una cola sesquiplana de forma convencional. De esta forma se llevaron a cabo muchas pruebas, incluyendo la instalación de una ametralladora Maxim, y para las pruebas como hidroavión, fue equipado con un único flotador central. En ese momento, el F.E.2 estaba propulsado por un Gnome de 52 kW (70 hp).
En 1913, el diseño del F.E.2 fue de nuevo muy modificado con una nueva y aerodinámica góndola, paneles del ala superior que alargaron la envergadura a 12,08 m y una cola revisada con un pequeño timón elevado a los larguerillos superiores. Ahora, la góndola era más ancha y espaciosa, mientras que los planos principales eran idénticos a los del B.E.2a. El Gnome fue reemplazado por un motor V-8 Renault refrigerado por aire de 52 kW (70 hp). En efecto, aunque la fábrica ya construía aviones originales de forma rutinaria, fue otro caso de diseño nuevo que usaba la designación de otro más antiguo. Se perdió en un accidente cerca de Wittering el 23 de febrero de 1914, cuando el piloto, R. Kemp, perdió el control en un picado, siendo incapaz de recuperarse del "fuerte descenso en espiral", muriendo su pasajero. El reconstruido diseño no tenía suficiente área de empenaje para contrarrestar el área lateral de la góndola.
Los modelos F.E.2a/b/d producidos en cantidad en la Primera Guerra Mundial seguían la misma disposición general, pero eran considerablemente mayores, y, de nuevo, un diseño totalmente novedoso. Esta doble reutilización de la designación F.E.2 ha causado considerable confusión entre los historiadores de aviación.

## Operadores
Reino Unido
- Royal Aircraft Factory

## Especificaciones (F.E.1 en su forma original)

### Características generales
- Tripulación: Uno (piloto)
- Longitud: 12,2 m (40 ft)
- Envergadura: 10,1 m (33 ft)
- Superficie alar: 32 m² (344,5 ft²)
- Peso cargado: 499 kg (1099,8 lb)
- Planta motriz: 1× motor bóxer de cuatro cilindros refrigerado por agua de Havilland Iris.
  - Potencia: 34 kW (47 HP; 46 CV)

### Rendimiento
- Velocidad máxima operativa (Vno): 60 km/h (37 MPH; 32 kt)

## Aeronaves relacionadas

### Desarrollos relacionados
- Farman III

### Secuencias de designación
- Secuencia F.E._ (interna de Royal Aircraft Factory (Farman Experimental, Fighting Experimental)): F.E.1 - F.E.2 (1911) - F.E.2 (1913) - F.E.2 (1914) →
- Secuencia DH._ (interna de De Havilland y Airco): Biplane No.1 - Biplane No.2 - DH.1 - DH.2 - DH.3 →